# Juan Manuel Gaitán y Arteaga
Juan Manuel González Gaitán y Arteaga, más conocido como Manuel Gaytán y Arteaga o Juan Manuel Gaitán, (Córdoba, baut. 24 de junio de 1716-Córdoba, julio de 1804) fue un compositor y maestro de capilla español.

## Biografía
Juan Manuel Gaitán nació en la ciudad de Córdoba y fue bautizado el 24 de junio de 1716 en la iglesia Omnium Sanctorum. Su educación musical la recibió en la Catedral de Córdoba, donde ingresó en 1725 con nueve años como mozo del coro, donde estudió con Pedro Corchado, bajo y sochantre, y Francisco del Rayo, violinista. En 1734 se le concedió una ayuda de 400 reales para que pudiera partir a estudiar «en un colegio de Italia». Sólo se sabe que estuvo en Nápoles: «[...] los cuadernos que trajo el maestro de Córdoba don Juan Gaitán del Conservatorio de Nápoles».
En 1739 se encontraba en Madrid, lo que se sabe porque existe una obra firmada y fechada en la ciudad en ese año. Desde allí, en 1741, trató de conseguir sin éxito el magisterio de la Catedral de Valladolid. Pero poco después se le ofreció el cargo de maestro de capilla de la Catedral de Segovia por designación directa, gracias a los buenos informes que tenían de él, y el 12 de junio le recibieron en Segovia. En 1743 se presentó a las oposiciones al magisterio del Monasterio de la Encarnación de Madrid, sin éxito. En 1744 se ordenó sacerdote. En 1749 se concedieron 60 días para recuperarse de una enfermedad, que pasó en su ciudad natal. Allí «le repitieron los accidentes» y se le concedieron otros 60 días, tras los que regresaría a Segovia.
Estuvo poco tiempo en Segovia, ya que el 7 de enero de 1752 se despedía en dirección a Córdoba: el 22 de diciembre de 1751 el Cabildo le había adjudicado directamente el cargo de maestro de capilla con un salario de 500 ducados anuales y sin capellanía adscrita. Sin embargo, se le exigieron unas condiciones específicas, que no estaban recogidas en las Constituciones de la música:

- Hacer todas las composiciones de música que fuesen necesarias y guardarlas en la librería de la música.
- Reconocer y poner en orden todas las composiciones de sus antecesores y guardar la llave de la librería consigo para que no se cantasen las obras fuera de la capilla de la catedral.
- Estar en el coro todos los días de la música, acudiendo con el tiempo suficiente de prevenirlo todo.
- Distribuir los papeles entre los músicos sin guardar la antigüedad de los mismos, sino atendiendo a la buena sonoridad de la distribución de las voces según el tipo de obra.
- Hacer todas las pruebas necesarias para la correcta interpretación del repertorio.
- Hacer todas las semanas una junta en su casa con los instrumentistas que tienen que tocar en los conciertos de los domingos y jueves.
- Cuando hubiere que cantar algo nuevo o alguna obra que pareciese al maestro que necesita ensayo, hacer una junta en su casa para ello, dando cuenta al deán de los que faltasen. Se les multará en lo que se considere necesario especialmente cuando hubiese alguna equivocación al cantar las piezas.
- Además de estas juntas para ensayar, debía seguir practicando los ensayos públicos como hasta aquí.
- Por cada día que falte a la música, se le impondría una multa de 12 reales de vellón, los mismos que los demás capellanes de Santa Inés. Las multas le serían rebajadas de los 100 ducados colativos.
- Si llegase a la iglesia una obra de fuera de alguno de los maestros conocidos por buenos, se podría cantar aunque no fuese del maestro de la Catedral.

Actas capitulares de la Catedral de Córdoba, 7 de febrero de 1752

El 17 de febrero de 1752 Gaitán finalmente comenzó sus responsabilidades. En octubre de ese mismo año comenzó un viaje por Madrid, Toledo y Cuenca buscando voces para la capilla, en el que tuvo éxito. El Cabildo le pagó 3000 reales por su esfuerzo. Durante su magisterio fue responsable de unos 45 músicos en la capilla. En 1752 fue nombrado capellán de la Sangre, con lo que sus ingresos se doblaron. En 1757 actuó como juez único a las oposiciones de la Catedral de Granada.
En 1766 y 1773 realizó otros dos viajes en búsqueda de voces e instrumentalistas para la Catedral. En el primero consiguió contratar al tiple madrileño Mateo Bernia, que sería el músico de la capilla de Córdoba más apreciado y mejor remunerado del siglo XVIII.
En octubre de 1779 se le concedió un permiso de cinco meses para restablecerse de sus «accidentes». Le sustituyó en sus obligaciones Dionisio de la Mata, capellán de San Acacio, tenor de la capilla y rector del Colegio de los Infantes del Coro. El maestro no se restableció y el 1 de septiembre de 1780 solicitó la jubilación «al agrado del Cabildo». Ahí comenzó una disputa entre el Cabildo pleno y el Cabildo de Dignidades y Canónigos sobre quién era responsable de conceder la jubilación. Se le concedió en 7 de octubre de 1780, aunque se le conservó la obligación de misas y residencias de su capellanía, y Dionisio de la Mata fue nombrado maestro de capilla interino.
Ya achacoso y corto de vista, las actividades de Gaitán se redujeron. Todavía participó en las oposiciones que se organizaron para nombrar a su sustituto, a las que se presentaron José Teixidor y Barceló, maestro de la Real Capilla, Juan Domingo Vidal, maestro de capilla de la Colegiata del Salvador de Sevilla y Juan Bueno, maestro de capilla de la iglesia de San Pedro de Sevilla. No debió convencer ninguno, ya que se suspendió el nombramiento. Finalmente se nombró a Jaime Balius y Vila el 3 de junio de 1785.
Falleció en Córdoba en julio de 1804.

## Obra
Se han conservado unas 77 obras de Gaitán en el archivo de la Catedral de Córdoba. Incluyen antífonas, cánticos, completas, himnos, invitatorios, lamentaciones, lecciones de difuntos, misas, motetes, prosas, salmos, secuencias, tractos, una turba de la Pasión y vísperas. Entre ellas destacan:
- «Missa a 8 con violines sobre el canto ll°. del Pange Lingua hecha en Madrid, año de 1739 de Dn. Juan Manuel Gonzalez Gaitan»;
- «Misa a 4 y a 8 con violines y trompas. Año de 1742»;
- «Lección 2° del Primer Nocturno de Difuntos; a voz sola con violines Para las onras de nro. Rey Dn. Phelipe Quinto

(q. Dios haya) Mro. Gaytan»;
- «Laudate Dominum omnes gentes a 6 con violines y trompas. Para las vísperas del Señor San Juan. Año de 1746. Mro. Gaytán»;
- «Missa a 8 con violines y clarines de 5° punto alto. Mro. Gaytán»;
- «Missa de Réquiem a 8. Mro: Gaytán»;
- «Magnificat a 8 con violines sexto tono Año de 1753 Gaytan»;
- «Los comendadores por mi mal os vi», de 1759, un romance popular en el que muestra su maestría.[1]

Fuera de la Catedral de Córdoba se conservan 63 obras, 41 en la Península y 21 en América. La mayoría de las americanas se encuentran en Lima y entre las españolas, la mayoría se reparten entre Segovia, cuyo archivo tiene 24 composiciones, y El Escorial, que tiene 13 obras. En Lima se conserva el «Venga el Bárbaro Othomano. Cantada A 6 con Violines Clarines y Trompas. A la Purísima Concepción. Año de 1763», que destaca por música turca.